# Sgt. MacKenzie
Sgt. MacKenzie è una lamentazione, scritta e cantata da Joseph Kilna MacKenzie. La canzone fu inizialmente inserita nell'album del 2000 della band di MacKenzie (i Clann an Drumma) ma deve la sua fama al fatto di esser stata inserita nella colonna sonora del film We Were Soldiers.
Joseph Kilna MacKenzie scrisse la canzone in memoria di suo nonno Charles Stuart MacKenzie che combatté come sergente nella Grande Guerra morendo all'età di 35 anni nelle trincee.